# Letteratura comparata
La letteratura comparata, anche detta comparatistica (in inglese Comparative literature, talvolta abbreviata come Comp. lit.), è la disciplina che studia i rapporti tra le letterature in diverse lingue. 
È una forma di interrogazione dei testi nell'ambito del quale l'incontro con l'Altro, attraverso molteplici strategie rappresentative, si costituisce come principale motivo di interesse.
Gli studiosi e i docenti di questo campo disciplinare, solitamente chiamati comparatisti conoscono di solito diverse lingue e hanno approfondito le tradizioni letterarie e i principali testi letterari di quelle lingue. I comparatisti operano spesso (negli Stati Uniti) in programmi universitari o dipartimenti di letteratura comparata (presso istituzioni universitarie provviste di tali programmi), per quanto molti studiosi formatisi nella comparatistica possano operare anche in altri dipartimenti correlati al loro campo di studi, come i dipartimenti dedicati a una specifica lingua (per esempio, dipartimenti di studi francesi o studi italiani). In Italia i docenti di letterature comparate insegnano generalmente nelle facoltà di lettere (siano esse lettere italiane o letterature straniere); i primi insegnamenti di comparatistica risalgono all'inizio degli anni ottanta, e furono impartiti da Paola Mildonian a Venezia e Armando Gnisci a Roma.
Prima degli anni sessanta l'ambito della letteratura comparata negli Stati Uniti era tipicamente circoscritto alle letterature dell'Europa occidentale e del Nordamerica, per lo più limitatamente alle letterature in inglese, francese e tedesco, con occasionali incursioni nella letteratura italiana (principalmente per Dante Alighieri) e in quella spagnola (dove ci si concentrava su Cervantes). Un monumento a quell'approccio è il saggio Mimesis: il realismo nella letteratura occidentale di Erich Auerbach, una ricapitolazione delle tecniche del realismo in testi di diverse letterature su un arco di duemila anni. Questo approccio è ancora prevalente negli insegnamenti di letteratura comparata in Italia.
Anche se nell'Europa orientale una letteratura comparata vera e propria non fu mai praticata esplicitamente per l'ostilità della cultura ufficiale del regime sovietico, in realtà la tendenza a un approccio globale alla letteratura universale, che valorizzasse gli elementi culturali comuni alle scritture letterarie di paesi lontani e diversi (temi, motivi, formule, stilemi, cliché, intrecci, personaggi, schemi narrativi ecc.), era conosciuto e praticato almeno dal XIX secolo: Aleksandr N. Veselovskij lo intraprese nell'ambito della sua poetica storica; nel XX secolo un rappresentante illustre di questa tendenza, che incrociava la comparatistica con la mitologia e il folklore, è stato Eleazar Meletinskij.
Oggigiorno il campo disciplinare, e non solo negli Stati Uniti, in contrasto col precedente modello, si è estremamente diversificato: per esempio, i comparatisti studiano regolarmente la letteratura cinese, quella araba, e le letterature della maggior parte delle altre lingue del pianeta, così come le letterature inglesi e le altre del continente europeo.
La teoria della letteratura è assai diffusa in molti dipartimenti di letteratura comparata delle università statunitensi, forse più che nei dipartimenti di lingua e letteratura inglese. Comunque, ci sono molte eccezioni, e un approccio più legato al testo, e meno filosofico, viene praticato accanto alla teoria letteraria in tutti i dipartimenti di letteratura comparata.
Fanno parte della letteratura comparata gli studi sulla traduzione, la tematologia, lo studio dei generi letterari, l'imagologia, i gender studies, i rapporti tra letteratura e altre arti, le storie letterarie comparate.